# Restriction enzyme mediated integration
Pour les articles homonymes, voir Rémi.
Restriction Enzyme Mediated Integration (REMI) est une technique permettant d'identifier les mutations issues d'une mutagenèse effectuée grâce à un plasmide contenant un gène de résistance et une enzyme de restriction clivant ce plasmide.
Cette technique est surtout employée chez les champignons.